# Papoeamerel
De papoeamerel (Turdus papuensis) is een zangvogel uit de familie Turdidae (lijsters). Eerder werd deze vogel beschouwd als een ondersoort van de eilandmerel (T. poliocephalus).

## Verspreiding en leefgebied
Deze vogel komt voor in de bergen van Nieuw-Guinea en telt drie ondersoorten.
- T. p. versteegi: westelijk Nieuw-Guinea.
- T. p. papuensis: oostelijk en zuidoostelijk Nieuw-Guinea.
- T. p. canescens: Goodenough (nabij zuidoostelijk Nieuw-Guinea).